# Karst Nam Trung Quốc

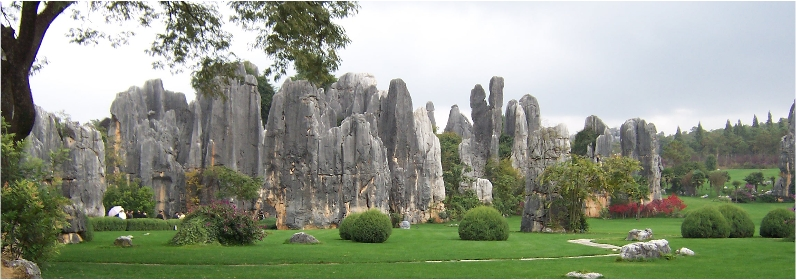

Karst Nam Trung Quốc (Chữ Hán giản thể: 中国南方喀斯特; Chữ Hán phồn thể: 中国南方喀斯特; bính âm: Zhōngguó Nanfang Kāsītè) là một di sản thế giới UNESCO công nhận vào năm 2007. nằm trải dài ở các tỉnh phía nam của Trung Quốc gồm Trùng Khánh, Quảng Tây, Quý Châu và Vân Nam. Khu vực này nổi tiếng về Karst đá vôi, là danh lam thắng cảnh và khu vực đa dạng sinh học, bao gồm 7 cụm được công nhận vào năm 2007 và 2014 là Karst Lệ Ba, Thạch Lâm, Karst Vũ Long, Karst Thi Bỉnh, Karst Quế Lâm, Karst Kim Phật sơn và Karst Hoàn Giang.UNESCO mô tả Karst Nam Trung Quốc là "vô song về sự đa dạng các tính năng cảnh quan núi đá vôi".

## Danh sách
Dưới đây là các khu vực thuộc Karst Nam Trung Quốc được UNESCO công nhận là Di sản thế giới bao gồm:
| Số hiệu UNESCO | Tên                                                                        |
| -------------- | -------------------------------------------------------------------------- |
| 1248-001       | Karst Vân Nam - Thạch lâm Nãi Cổ (乃古石林) Huyện tự trị dân tộc Di Lộ Nam |
| 1248-002       | Karst Vân Nam – Làng Sở Các Ấp (所各邑村) Huyện tự trị dân tộc Di Lộ Nam   |
| 1248-003       | Karst Lệ Ba – Tiểu Thất Khổng (小七孔) Lệ Ba                               |
| 1248-004       | Karst Lệ Ba – Động Đa (洞多) Lệ Ba                                         |
| 1248-005       | Karst Vũ Long – Hố sụt Tinh Khẩu Thiên Khanh (箐口天坑) Vũ Long            |
| 1248-006       | Karst Vũ Long – Thiên Sinh Tam Kiều (天生三桥) Vũ Long                     |
| 1248-007       | Karst Vũ Long – Hang Phù Dung (芙蓉洞) Vũ Long                             |